# محمد رضوان
محمد رضوان (انگلیسی: Mohamed Radwan؛ زادهٔ ۲۵ مارس ۱۹۵۸) بازیکن سابق و مربی فوتبال است.
وی همچنین در تیم ملی فوتبال مصر بازی کرده‌است.